# 2008年电影
2008年電影大事紀。

## 最高票房
按照英语语言電影工業的惯例，以下这些电影是在2008年内新上映的电影中票房最高的。全球、美国和加拿大以及国际；英国和澳大利亚分别如下：
| 排名 | 片名                       | 公司             | 全球票房     | 北美票房     | 英國票房     | 澳洲票房    |
| ---- | -------------------------- | ---------------- | ------------ | ------------ | ------------ | ----------- |
| 1    | 黑暗騎士                   | 華納兄弟         | $999,110,731 | $532,916,540 | $88,939,810  | $39,854,100 |
| 2    | 印地安納瓊斯：水晶骷髏王國 | 派拉蒙           | $786,636,033 | $317,101,119 | $79,283,312  | $27,981,873 |
| 3    | 功夫熊貓                   | 夢工廠           | $631,908,951 | $215,434,591 | $39,405,501  | $24,764,811 |
| 4    | 全民超人                   | 哥倫比亞         | $624,386,746 | $227,946,274 | $49,170,891  | $19,636,856 |
| 5    | 媽媽咪呀                   | 環球影業         | $584,606,592 | $144,130,063 | $132,314,599 | $29,286,256 |
| 6    | 钢铁侠                     | 派拉蒙           | $582,030,528 | $318,412,101 | $33,822,889  | $18,880,106 |
| 7    | 馬達加斯加2                | 夢工廠           | $578,481,220 | $179,826,000 | $33,562,100  | $14,666,671 |
| 8    | 007量子危機                | 米高梅／哥倫比亞 | $570,001,406 | $168,368,427 | $80,264,203  | $20,645,336 |
| 9    | 瓦力                       | 迪士尼（皮克斯） | $533,692,120 | $223,808,164 | $41,215,600  | $14,165,390 |
| 10   | 納尼亞傳奇：賈思潘王子     | 迪士尼           | $419,651,413 | $141,621,490 | $21,581,030  | $13,181,570 |

總體而言，2008年上映電影共有57部電影票房收入超過1億美元，達到賣座銷量。12部電影超過4億美元，達到國際賣座票房標準，打破2007年11部的紀錄。電影《黑暗騎士》更是超過9億美元，排行電影最高票房史上第四名。同時創下北美票房在18天內達到4億美元票房紀錄，打破《史瑞克2》43天的紀錄。2008年票房排行前十電影，有三部超級英雄電影，三部動畫電影，三部動作片和一部歌舞片。

## 大事紀
2008年是一個年，它的第一天從星期二開始。
- 1月22日：曾經跟李安合作過《斷背山》的澳大利亞演員希斯·萊傑，意外地在美國紐約因不當服用藥物過世。

- 2月7日：柏林影展揭幕，2月17日閉幕，巴西影片《菁英部隊》意外地奪下金熊獎最佳影片；呼聲最高的影片《黑金企業》還是拿下最佳導演銀熊獎保羅·湯瑪斯·安德森。
- 2月22日：法國凱撒獎頒獎，瑪莉詠·柯蒂亞如願地以《玫瑰人生》拿下最佳女主角獎。阿布德拉提夫·柯奇許的《種子跟鯔魚》奪下最佳影片、最佳導演、最佳原創劇本跟最有希望女演員阿芙皙雅·艾吉。
- 2月24日：美國奧斯卡金像獎頒獎，《險路勿近》拿下最佳影片、最佳導演、最佳改編劇本以及最佳男配角四項大獎。呼聲頗高的《黑金企業》僅拿下最佳男主角丹尼爾·戴-劉易斯以及最佳攝影。其中最特別地是法國演員瑪莉詠·柯蒂亞如願地以《玫瑰人生》拿下美國奧斯卡最佳女主角獎，算是近期罕見地以非英語系國家出身的身分奪下此項大獎。

## 重要獎項

### 美國奧斯卡（第80屆）
- 最佳影片：《險路勿近》（No Country for Old Men），喬爾·柯恩、伊森·柯恩執導
- 最佳導演：喬爾·柯恩、伊森·柯恩的《險路勿近》（No Country for Old Men）
- 最佳原著劇本：Diablo Cody，《鴻孕當頭》（Juno）
- 最佳改編劇本：喬爾·柯恩、伊森·柯恩的《險路勿近》（No Country for Old Men）
- 最佳男主角：丹尼爾·戴-劉易斯，《黑金企業》（There Will Be Blood）
- 最佳女主角：瑪莉詠·柯蒂亞，《玫瑰人生》（La Môme）
- 最佳動畫影片：布萊德·柏德執導的《料理鼠王》（Ratatouille）
- 最佳紀錄片：Alex Gibney 跟 Eva Orner 執導的《通往暗巷的計程車》（Taxi to the Dark Side）
- 最佳外語片：奧地利 Stefan Ruzowitzky 的《偽鈔製造者》（Die Fälscher/The Counterfeiters）

### 歐洲電影獎（第21屆）
- 最佳影片：
- 最佳導演：
- 最佳劇本：
- 最佳男主角：
- 最佳女主角：

### 台灣金馬獎（第45屆）
- 最佳影片：陳可辛 -《投名狀》
- 最佳導演：陳可辛 -《投名狀》
- 最佳原著劇本：蔡宗翰、林書宇 -《九降風》
- 最佳改編劇本：劉恆 -《集結號》
- 最佳男主角：張涵予 -《集結號》
- 最佳女主角：劉美君 -《我不賣身．我賣子宮》
- 終身成就獎：常楓
- 國際影評人費比西獎：鍾孟宏 -《停車》

## 國際影展

### 柏林影展（第58屆）

#### 評審團
- 評審團主席：COSTA-GAVRAS，──柯斯達加華斯，評審團主席，法國男導演
- Uli HANISCH，──烏利·哈尼許，德國男美術指導
- Diane KRUGER，──黛安·克魯格，德國女演員
- Walter MURCH，──華特·莫屈，美國男音效設計師
- Alexander RODNIANSKY，──亞歷桑德·羅德尼安斯基，俄羅斯男製片
- 舒淇（SHU Qui），台灣女演員

#### 得獎名單
- 金熊獎：José PADILHA - TROPA DE ELITE《菁英部隊》
- 評審團大獎：Errol MORRIS - S.O.P. STANDARD OPERATING PROCEDURE《標準作業程序》
- 最佳導演：Paul Thomas ANDERSON - THERE WILL BE BLOOD《黑金企業》
- 最佳男演員：Reza NAJIE - THE SONG OF SPARROWS《麻雀輕歌》
- 最佳女演員：Sally HAWKINS - HAPPY-GO-LUCKY《無憂無慮》
- 最佳劇本：王小帥（WANG Xiaoshuai）- 《左右》（In Love We Trust）
- 最佳藝術貢獻：Johnny GREENWOOD - THERE WILL BE BLOOD《黑金企業》
- 榮譽金熊獎（終身成就獎）：Francesco ROSI

更詳細的名單，請見第58屆柏林電影節

### 坎城影展（第61屆）

#### 評審團
- 評審團主席：Sean PENN，──西恩·潘，美國男演員兼導演

#### 得獎名單
- 金棕櫚獎：洛宏·康鐵 - ENTRE LES MURS《圍牆之間》
- 評審團大獎：Matteo GARRONE - GOMORRA《蛾摩拉》
- 最佳導演：Nuri Bilge CEYLAN - ÜÇ MAYMUN《三隻猴子》
- 最佳劇本：達頓兄弟 - LE SILENCE DE LORNA《羅娜的沈默》
- 最佳女演員：Sandra CORVELONI - Walter SALLES 執導的 LINHA DE PASSE《通行路線》
- 最佳男演員：Benicio Del TORO - 史蒂芬·索德柏執導的 CHE《切》
- 評審團獎：Paolo SORRENTINO - IL DIVO《大牌明星》
- 金攝影機獎：史提夫麥昆 - HUNGER《大絕食》

更詳細的名單，請見第61届戛纳国际电影节

### 威尼斯影展（第65屆）

#### 評審團
- 評審團主席：Wim Wenders ──文·溫德斯，德國導演
- Juriy Arabov ──俄羅斯編劇。
- Valeria Golino ──瓦萊莉·高利諾，義大利女星。
- Douglas Gordon ──道格拉斯·戈登，英國視覺藝術家。
- John Landis ──約翰·蘭迪斯，美國導演。
- Lucrecia Martel ──盧奎西亞·馬特爾，阿根廷導演。
- 杜琪峰，香港導演。

#### 得獎名單
- 金獅獎：達倫·阿洛諾夫斯基（Darren Aronofsky）－《力挽狂瀾》（The Wrestler）
- 最佳導演銀獅獎：小阿萊克斯·吉爾曼（Aleksey German Jr.）－《紙戰士》（Bumažnyj Soldat (Paper Soldier)）
- 評審團特別獎：海爾·格里瑪（Haile Gerima）－《泰莎》（Teza）
- 最佳男演員：西爾維奧·奧蘭多（Silvio Orlando）－普皮·阿瓦提（Pupi Avati）執導的《喬凡娜的教宗》（Il papà di Giovanna）
- 最佳女演員：多米尼克·布蘭克（Dominique Blanc）－帕特里克-馬裏奧·伯納德（Patrick Mario Bernard）與皮耶爾·特里維蒂克（Pierre Trividic）執導的《另一個人》（L'autre）
- 最佳新人獎：珍妮弗·勞倫斯（Jennifer Lawrence）－吉勒莫·亞瑞格執導的《燃燒的平原》（Burning Plain）
- 最佳技術貢獻：lisher Khamidhodjaev/Maxim Drozdov －《紙戰士》（Bumažnyj Soldat (Paper Soldier)）
- 最佳劇本：海爾·格里瑪（Haile Gerima）－《泰莎》（Teza）
- 特別金獅獎：沃納·施羅特（Wender Schroeter）－《犬之夜》（Nuit de chien）
- 最佳處女作獎：吉安尼·迪·格雷格里奧（Gianni Di Gergorio）－《八月中旬的午餐》（Pranzo di Ferragosto）
- 終身成就金獅獎：艾瑪諾·奧米（Ermanno Olmi）

更詳細的名單，請見第65届威尼斯国际电影节

## 逝世影人

### 第一季
- 1月15日：布萊德·藍佛（Brad Renfro，美國男演員，得年25歲）
- 1月22日：希斯·萊傑（Heath Ledger，澳洲男演員，得年28歲）
- 1月23日：岑範（中國男導演，享壽82歲）
- 2月10日：萊·史德（Roy Scheider，美國男演員，享壽75歲）
- 2月13日：市川崑（市川 崑，日本男導演，享壽92歲）
- 2月18日：阿蘭·羅伯-格里耶（Alain Robbe-Grillet，法國男作家兼製片，享壽85歲）
- 2月19日：沈殿霞（香港女演員，享壽62歲）
- 3月12日：李昆（台灣男演員，享壽78歲）
- 3月18日：安東尼·明格拉（Anthony Minghella，英國男導演兼編劇，享年54歲）
- 3月19日：保羅·史高菲（Paul Scofield，英國男演員，享壽86歲）
- 3月31日：朱爾斯·達辛（Jules Dassin，美國男導演，享壽91歲）

### 第二季
- 4月5日：卻爾登·希斯頓（Charlton Heston，美國男演員，享壽83歲）
- 5月15日：汪禹（香港男演員，享年53歲）
- 5月24日：勞勃·諾克斯（Rob Knox，英國男演員，得年18歲）
- 5月26日：薛尼·波勒（Sydney Pollack，美國男導演，享壽73歲）
- 5月27日：宋存壽（台灣男導演，享壽78歲）
- 6月7日：迪諾·李西（Dino Risi，義大利男導演，享壽91歲）
- 6月17日：賽德·查里斯（Cyd Charisse，美國女演員，享壽86歲）
- 6月22日：喬治·卡林（George Carlin，美國男喜劇演員，享壽71歲）

### 第三季
- 8月9日：柏尼·麥克（Bernie Mac，美國男演員，享年50歲）
- 8月21日：李言（이언，韓國男演員兼模特兒，得年27歲）
- 8月26日：深浦加奈子（深浦 加奈子，日本女演員，享年48歲）
- 9月19日：市川準（市川 準，日本男導演，享年59歲）
- 9月26日：保羅·紐曼（Paul Newman，美國男演員兼導演，享壽83歲）

### 第四季
- 10月5日：緒形拳（緒形 拳，日本男演員，享壽71歲）
- 10月18日：謝晉（中國男導演，享壽84歲）
- 11月5日：麥可·克萊頓（Michael Crichton，美國男編劇、製片兼導演，享壽66歲）